# Cacomantis aeruginosus
Il cuculo delle Molucche o cuculo di Heinrich (Cacomantis aeruginosus Salvadori, 1878) è un uccello della famiglia Cuculidae endemico delle isole Molucche.

## Distribuzione e habitat
L'areale di questo uccello è ristretto alle isole Molucche in Indonesia, in particolare alle isole di Halmahera, Bacan, Obira, Ambon, Seram e Buru, dove frequenta le foreste montane sino a 1500 m di altezza.

## Tassonomia
Sono note due sottospecie:
- Cacomantis aeruginosus aeruginosus Salvadori, 1878
- Cacomantis aeruginosus heinrichi Stresemann, 1931